# Iris-гіпотеза

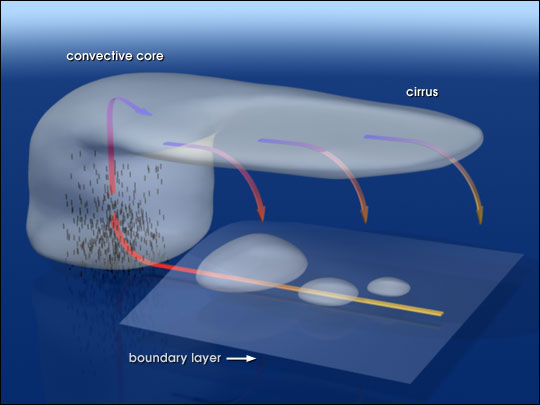
Тропічна конвекція в атмосфері визначає характер обміну тепла і водяної пари між океаном і атмосферою. (Мал. — Robert Simmon)

Iris-ефект в метеорології — спірний механізм кліматичного зворотного зв'язку  водяної пари, температури океану і утворення високих хмар в тропіках. Відповідно до цієї кліматичної гіпотези, підвищення температури океану, пов'язане з  глобальним потеплінням, призводить до зменшення хмарності в тропічній атмосфері. У зв'язку з тим, поверхня Землі можуть виділяти більше теплової енергії, — що приводить до охолодження. Крім того, збільшена кількість водяної пари, в цій гіпотезі, приводить до стабілізації клімату. Назва «iris» (райдужна оболонка) аналогічно до фізіології ока, райдужна оболонка може звужуватись чи розширюватись, регулюючи кількість світла, що надходить.
Конвекція в тропічній атмосфері (див. малюнок) визначає обмін тепла і водяної пари між океаном і атмосферою. Тепле і вологе повітря піднімається вгору в обшари висхідних потоків і створює характерне «ковадло» — великий обшар верхніх хмар, що формуються приблизно в 15 км над землею. Хмари, що формують ковадло, розвіваються по горизонталі сильними вітрами у верхніх шарах тропосфери. В районах висхідних потоків починається конденсація і випадають дощі. В залежності від ефективності формування атмосферних злив повітря на ковадлі є більш-менш вологим, що викликає зміни зволоження верхніх шарів атмосфери і зміни ймовірності утворення верхніх хмар. Iris гіпотеза припускає, що ефективність формування дощів залежить від температури поверхні океану.

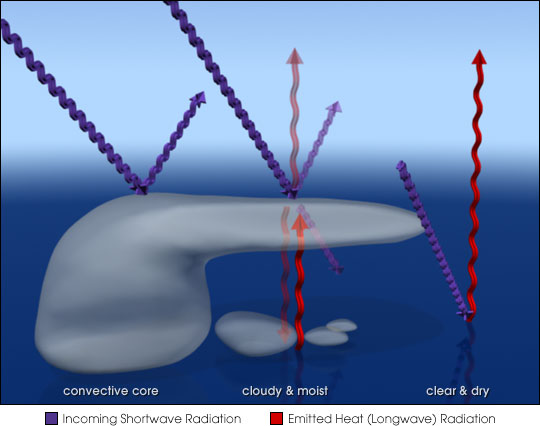
Хмари і земля по-різному впливають на енергетичний баланс в атмосфері. (Мал. — Robert Simmon)

В області глибокої конвекції (зліва на малюнку) майже все сонячне випромінювання відбивається назад у космос, вершини хмар випромінюють дуже мало тепла. У ковадлі перисті хмари відбивають частину сонячної радіації в космос, і частина проникає на землю. Подібне відбувається з довгохвильовим випромінюванням, частина випромінювання, що надходить від землі, проходить через ковадло. В той же час, область без хмар і водяної пари протистоїть обшарам глибокої конвекції — більшість сонячного випромінювання досягає землі і випромінюється в інфрачервоному діапазоні. Таким чином, ефект райдужини також залежить від розподілу між площею глибокої конвекції, обшаром ковадла, і обшаром, де хмар немає.
Ця гіпотеза є одним з аргументів, що використовуються проти  позитивного зворотного зв'язку температури океану і водяної пари — так званого неконтрольованого парникового ефекту (ang. runaway global warming).
Iris-ефект був запропонований Річардом Ліндзеном (Richard Lindzen) та співавторами в березневому випуску бюлетеня Американського метеорологічного товариства в 2001 році. За багато років до Ліндзенема подібні аргументи були використані Вільямом Греєм (William Gray), який вважає, що опускання повітря у великих обшарах між потоками, задіяними у глибокій конвекції, викликає сухість атмосфери.

## Ресурси Інтернету
- Чи діє ефект райдужної оболонки в атмосфері (англ. мова) [Архівовано 27 вересня 2008 у Wayback Machine.]